# Шахтинская ГТЭС
Шахтинская газотурбинная электростанция (Шахтинская ГТЭС) — энергетическое предприятие в городе Шахты, Ростовская область, Южный федеральный округ, входит в ООО «Группа Мегаполис»

## История
Строительство на Юге России энергетического предприятия было обусловлено ростом промышленности и добычи угля в регионе в 1925 году. В соответствии с планом ГОЭЛРО в 1925 году было принято решение о строительстве районной электростанции, и в 1926 году Госплан СССР утвердил проект строительства Шахтинской ГРЭС (на левом берегу реки Грушевки).
- В декабре 1929 года Шахтинская ГРЭС была ведена в эксплуатацию и стала первой на Северном Кавказе и второй в СССР (после Штеровской ГРЭС) электростанцией, работающей на антрацитовом штыбе в пылевидном состоянии.
- В 1973 году Шахтинская ГРЭС была реконструирована в ТЭЦ для теплоснабжения Шахтинского ХБК.
- В 1990 году в связи с моральным и физическим износом предприятие перешло в режим работы котельной и прекратило стабильное теплоснабжение потребителей.
- В 2006 году на предприятие пришёл инвестор — ООО «Группа Мегаполис». На базе Шахтинской ТЭЦ была создана Шахтинская газотурбинная электростанция, начата реконструкция предприятия. Уже в 2010 году ШГТЭС была зарегистрирована на ОРЭМ как поставщик электроэнергии и мощности.
- В 2009 году был пущен первый блок ПГУ. В состав блока вошли паровая турбина Т-12-3,6/0,12 мощностью 12 МВт, 2 газотурбинные установки мощностью 15,4 МВт, 2 паровых котла-утилизатора типа КУ-40-3,9-440[2]

Реконструкция ШГТЭС была завершена в 2012 году, в результате энергетическая мощность предприятия достигла 100 МВт, тепловая мощность — 100 Гкал/ час.

## Деятельность
Изначально на станции в качестве топлива использовался уголь (донецкий антрацит). В 1990—1991 гг. котлы Шахтинской ТЭЦ были переведены на природный газ.
В ходе реконструкции 2006—2012 года на ШГТЭС были ведены в эксплуатацию две парогазовых установки, мощностью 40,8МВт и 55,8 МВт, в результате чего энергетическая мощность предприятия достигла 100 МВт, тепловая мощность — 100 Гкал/ час. Тепловая энергия поставляется населению — 87 %, бюджетным организациям — 13 %, электроэнергия — на оптовый рынок энергии и мощности (ОРЭМ).